# Дуго путовање у ноћ
„Дуго путовање у ноћ“ је драма у четири чина коју је написао амерички драмски писац Јуџин О’Нил између 1939. и 1941. године, а први пут је објављена постхумно 1956. године. Сматра се његовим ремек делом и једном од највећих америчких драма 20. века. Премијерно је изведена у Шведској у фебруару 1956. године, а затим  на Бродвеју у новембру 1956. године, освојивши награду Тони за најбољу драму. О’Нил је постхумно добио Пулицерову награду за драму 1957. године за „Дуго путовање у ноћ“ . Дело је аутобиографске природе. Радња драме одвија се током једног дана.
„Месец за несрећнике“ је наставак драме.

## Резиме
Радња драме се одвија једног дана у августу 1912. године. Радња се одвија у кућици Монте Кристо, приморској кући породице Тајрон у Конектикату. Четири главна лика су полу-аутобиографске представе О'Нила, његовог старијег брата и њихових родитеља, укључујући и његовог оца, глумца Џејмса О'Нила.
Представа приказује породицу која се бори са стварношћу и последицама неуспеха сваког члана. Родитељи и два сина криве једни друге из различитих разлога; горчина и љубомора служе као замена за коначно неуспеле покушаје нежности и саосећања. Трајни емоционални и психолошки стрес породице подстиче њихова заједничка самоанализа, комбинована са артикулисаном искреношћу. Прича се бави зависношћу, неоствареним сновима, моралним манама и проблемима у породичним односима.

### Први чин
Дневна соба летње куће породице Тајрон, 8:30 ујутру једног августовског дана 1912. године
Џејмс Тајрон је шездесетпетогодишњи глумац који је стекао репутацију на основу једне улоге у којој је годинама наступао на турнејама. Иако му је то добро служило финансијски, сада је огорчен што је то што се толико поистоветио са овим ликом ограничило његов домет и могућности као класичног глумца. Он је богат, али помало шкрт човек. Његов новац је сав везан за имовину, коју чува упркос предстојећим финансијским тешкоћама. Његова одећа и изглед показују знаке његових тешких финансијских околности, али задржава многе од помешаних карактеристика класичног глумца упркос свом лошем одевању.
Његова супруга Мери се недавно вратила са лечења од зависности од морфијума и као резултат тога је добила прекомерну тежину. Изгледа много здравије него што је породица навикла и често примећују њен побољшани изглед. Међутим, она и даље задржава исцрпљене црте лица дугогодишњег зависника. Као зависник у опоравку, она је немирна и анксиозна. Такође пати од несанице. Када Едмунд, њен млађи син, чује је како се креће ноћу и улази у гостинску собу, он се узнемири, мислећи да подлеже својој зависности. Он је индиректно испитује о томе, али она га уверава да је само желела да побегне од мужевљевог хркања.
Поред Мериних проблема, породицу оптерећује и Едмундов кашаљ; плаше се да би могао имати туберкулозу и са нестрпљењем чекају лекарску дијагнозу. Едмунд је више забринут због утицаја који би позитивна дијагноза могла имати на његову мајку него на себе. 

### Други чин
Истог дана, око 12:45 часова; и око пола сата касније
Џејми и Едмунд се ругају један другом што краду очев алкохол и разблажују га како он не би приметио. Разговарају о Мерином понашању. Џејми грди Едмунда што је оставио мајку без надзора. Едмунд грди Џејмија због сумње. Међутим, обојица су дубоко забринути да се мајчина зависност поново појавила. Џејми истиче Едмунду да су десет година крили мајчину зависност од њега, објашњавајући да је његова наивност о природи болести била разумљива, али погрешна. Разговарају о предстојећим резултатима Едмундових тестова на туберкулозу, а Џејми му каже да се припреми за најгоре.
Мери је очајна због Едмундовог кашља, који он покушава да сузбије како је не би узнемирио, плашећи се свега што би могло поново да покрене њену зависност. Када Едмунд прихвати мајчин изговор да је она толико дуго била горе зато што је „лежала“, Џејми их обоје презриво погледа. Мери то примећује и почиње да постаје дефанзивна и ратоборна, грдећи Џејмија због његовог цинизма и непоштовања родитеља.
Мери говори о својој фрустрацији због њихове летње куће, њене трошности, и равнодушности њеног мужа према околини. Са иронијом, она алудира на своје уверење да би тај изглед дистанце могао бити управо разлог зашто је он толико дуго толерисао њену зависност. Коначно, неспособна да толерише начин на који је Џејми гледа, Мери га љутито пита зашто то ради. „Знаш!“, одговара он и каже јој да погледа своје застакљене очи у огледалу.

### Трећи чин
Истог дана, око 18:30 те вечери
Мери и домаћица Кетлин се враћају кући са вожње до апотеке, где је Мери послала Кетлин да купи њен рецепт за морфијум. Не желећи да буде сама, Мери не дозвољава Кетлин да оде у кухињу да заврши вечеру и уместо тога јој нуди пиће. Мери води већину разговора и говори о својој љубави према магли, али и о мржњи према сирени за маглу, и очигледној опсесији свог мужа новцем. Мери је већ узела део свог „рецепта“. Она говори о својој прошлости у католичком манастиру, обећању које је имала као пијанисткиња и плановима да постане монахиња. Такође јасно ставља до знања да, иако се заљубила у свог мужа када га је упознала, никада није волела позоришну публику. Показује Кетлин своје артритичне руке и објашњава да је бол разлог зашто јој требају лекови – објашњење које је нетачно и очигледно за Кетлин.
Када Мери задрема, Кетлин излази да спреми вечеру. Мери се буди и почиње да има прогањајућа сећања на живот пре брака. Она закључује да Богородица не чује њене молитве као зависнице и одлучује да оде горе по још дроге. Пре него што то стигне да учини, Едмунд и Џејмс старији се враћају кући.
Мушкарци су пијани, али схватају да је Мери поново на морфијуму. Џејми се није вратио кући, већ је уместо тога одлучио да настави да пије и посећује проститутке. Након што је назвала Џејмија „безнадежним губитником“, Мери упозорава да ће његов лош утицај повући и његовог брата на дно. Након што је видео стање у којем се налази његова жена, Џејмс изражава жаљење што се потрудио да дође кући и покушава да је игнорише док она наставља са својим опаскама, које укључују и окривљавање њега за Џејмијево опијање. Затим, као што се често дешава у представи, Мери и Џејмс покушавају да превазиђу своје непријатељство и покушају да изразе љубав једно према другом сећајући се срећнијих дана. Када Џејмс оде у подрум да узме још једну боцу вискија, Мери наставља да разговара са Едмундом.
Када Едмунд открије да има туберкулозу, Мери одбија да поверује у то и покушава да дискредитује др Хардија због своје неспособности да се суочи са стварношћу и озбиљношћу ситуације. Она оптужује Едмунда да покушава да привуче више пажње тако што све преувеличава. Као одмазду, Едмунд подсећа мајку да јој је отац умро од туберкулозе, а затим, пре него што изађе, додаје колико је тешко имати „мајку зависницу од дроге“. Сама, Мери признаје да јој је потребно још морфијума и нада се да ће се једног дана „случајно“ предозирати, јер зна да ако би то учинила намерно, Девица јој никада не би опростила. Када се Џејмс врати са још алкохола, примећује да постоје докази да је Џејми покушао да обије браве на ормарићу за виски у подруму, као што је то већ радио. Мери се поверава Џејмсу да је Едмунд не воли због њеног проблема са дрогом. Када Џејмс покуша да је утеши, Мери поново жали што је родила Едмунда, који је изгледа зачет да замени бебу коју су изгубили пре Едмундовог рођења. Када Кетлин најави вечеру, Мери каже да није гладна и да иде у кревет. Џејмс одлази на вечеру сасвим сам, знајући да Мери заправо иде горе да узме још дроге.

### Четврти чин
Исти дан, око поноћи
Едмунд се враћа кући и затиче оца како игра пасијанс. Док се њих двојица свађају и пију, воде и интиман, нежан разговор. Џејмс објашњава своју шкртост и открива да је уништио каријеру тако што је остао у глумачком послу због новца. Након толико година играња исте улоге, изгубио је таленат за свестраност. Едмунд разговара са оцем о једрењу и о свом неуспеху да постане песник. Чују како се Џејми пијан враћа кући, а Џејмс одлази да би избегао свађу. Џејми и Едмунд разговарају, а Џејми признаје да иако воли Едмунда више од било кога другог, жели да он не успе. Џејми се онесвести. Када се Џејмс врати, Џејми се буди и поново се свађају. Мери, изгубљена у својим сновима о прошлости, оптерећеним дрогом, силази доле. Држећи венчаницу, прича о својим манастирским данима и како је изгубила свој позив заљубивши се у Џејмса, док је муж и синови ћутке посматрају.

## Глумци и ликови
| Карактер             | Стокхолмска премијера (1956) | Бродвејска премијера (1956) | Вест Енд премијера (1962) | Бродвеј (1986) | Вест Енд (2000) | Бродвеј (2003)     | Бродвеј (2016)    | Вест Енд (2018) | Вест Енд (2024)  |
| -------------------- | ---------------------------- | --------------------------- | ------------------------- | -------------- | --------------- | ------------------ | ----------------- | --------------- | ---------------- |
| Џејмс Тајрон старији | Ларс Хансон                  | Фредерик Марч               | Лоренс Оливије            | Џек Лемон      | Чарлс Денс      | Брајан Денехи      | Гебријел Берн     | Џереми Ајронс   | Брајан Кокс      |
| Мери Тајрон          | Инга Тидблад                 | Флоренс Елдриџ              | Констанс Камингс          | Бетел Лесли    | Џесика Ланг     | Ванеса Редгрејв    | Џесика Ланг       | Лесли Менвил    | Патриша Кларксон |
| Џејми Тајрон млађи   | Улф Палме                    | Џејсон Робардс              | Денис Квили               | Кевин Спејси   | Пол Рад         | Филип Симор Хофман | Мајкл Шенон       | Рори Кинан      | Дарил Мекормак   |
| Едмунд Тајрон        | Јарл Куле                    | Бредфорд Дилман             | Роналд Пикап              | Питер Галагер  | Пол Николс      | Роберт Шон Леонард | Џон Галагер млађи | Метју Бирд      | Лори Кинастон    |

## Историја представе
О’Нил је завршио ревизију рукописа и његову коначну верзију у марту 1941. Није желео да се икада изведе као драма, па чак није желео ни да буде објављена током његовог живота, пишући свом пријатељу, критичару Џорџу Жану Нејтану: „Постоје добри разлози у самој драми... зашто је држим за себе, као што ћеш схватити када је прочиташ.“
О'Нил није заштитио ауторска права на драму. Године 1945. је дао да се запечаћена копија рукописа стави у трезор докумената издавача „Random House“, уз упутство да се не објављује до 25 година након његове смрти. Другу запечаћену копију је послао О'Ниловој колекцији на Универзитету Јејл.
Убрзо након О’Нилове смрти, његова удовица Карлота Монтереј захтевала је да издавачка кућа „Random House“ прекрши О’Нилове изричите жеље и одмах објави драму. „Наравно, одбили смо“, написао је издавач Бенет Серф у својим мемоарима, „али смо се онда ужаснули када смо сазнали да су правно све карте биле у њеним рукама... Не жалим што смо заузели став који смо заузели, јер и даље мислим да смо били у праву.“ Монтереј је објавила драму у издавачкој кући Јејл Универзитета 1956. године, а највећи део прихода је уплаћен у Јејлову колекцију Јуџина О’Нила и за стипендије на њиховој драмској школи.

## Аутобиографски садржај
У кључним аспектима, представа је у великој мери паралелна животу самог Јуџина О'Нила. Локација, летња кућа у Конектикату, одговара породичној кући Монте Кристо у Њу Лондону, Конектикат, у којем се представа одвија. Породица у сценарију одговара породици О'Нил, која је била ирско-америчког порекла, са три промене имена. Презиме „О'Нил“ је промењено у „Тајрон“, што је име грофовије коју је Хенри VIII доделио Кону О'Нилу. Имена другог и трећег сина су обрнута, „Јуџин“ са „Едмунд“. У ствари, Јуџин, драмски писац, био је треће и најмлађе дете, и одговара лику „Едмунда“ у представи. О'Нилова мајка, Мери Елен „Ела“ Квинлан, одговара лику Мери Каван. Година у драми је стварна година породице О'Нил - август 1912. године.
Јуџинов О’Нилов отац, Џејмс О’Нил, био је перспективан глумац у младости, као и отац у представи. Такође је делио сцену са Едвином Бутом, који се помиње у представи. Џејмс О’Нил је постигао комерцијални успех у насловној улози Диминог дела „Гроф Монте Кристо“, играјући насловну улогу око 6.000 пута, али је критикован због „продаје“ комерцијалног успеха на рачун уметничких вредности.
Јуџинова мајка Мери јесте похађала колеџ Свете Марије, католичку школу на Средњем западу, у Нотр Даму, у Индијани. Након датума када се радња драме одвија (1912), али пре писања драме (1941–1942), Јуџинов старији брат Џејми се напио до смрти (око 1923).
Што се тиче самог О'Нила, до 1912. године је похађао универзитет Принстон, провео неколико година на мору и патио од депресије и алкохолизма. Доприносио је поезији, као и новинарству, у локалним новинама, New London Telegraph, а био је примљен у санаторијум 1912–1913. године, због туберкулозе, након чега се посветио писању драма. Дакле, догађаји у представи смештени су непосредно пре него што је О'Нил озбиљно започео своју каријеру.

## Продукције

### Премијерне продукције
„Дуго путовање у ноћ“ први пут је изведено 2. фебруара 1956. године у Краљевском драмском позоришту у Стокхолму. Представа је била на шведском језику (као Lång dags färd mot natt). Режирао ју је Бенгт Екерот, а глумачку поставу чинили су Ларс Хансон (Џејмс Тајрон), Инга Тидблад (Мери Тајрон), Улф Палме (Џејмс Тајрон млађи), Јарл Куле (Едмунд Тајрон) и Катрин Вестерлунд (Кетлин, собарица). Представа је добила универзалне похвале критичара.
Бродвејска премијера представе „Дуго путовање у ноћ“ одржана је у позоришту Хелен Хејз 7. новембра 1956. године, убрзо након америчке премијере у бостонском позоришту Вилбур. Продукцију је режирао Хосе Кинтеро, а у глумачкој постави били су Фредрик Марч (Џејмс Тајрон), Флоренс Елдриџ, која је у стварном животу била Марчева супруга (Мери Тајрон), Џејсон Робардс млађи („Џејми“ Тајрон), Бредфорд Дилман (Едмунд) и Кетрин Рос (Кетлин). Продукција је освојила награду Тони за најбољу представу и најбољег глумца у представи (Фредрик Марч), као и награду Њујоршког круга драмских критичара за најбољу представу сезоне.
Прва продукција представе у Уједињеном Краљевству одржана је 1958. године, прво у Единбургу, у Шкотској, а затим се преселила у позориште Глоуб у лондонском Вест Енду. Поново ју је режирао Кинтеро, а у глумачкој постави су били Ентони Квејл (Џејмс), Гвен Франкон-Дејвис (Мери), Ијан Банен (Џејми), Алан Бејтс (Едмунд) и Етејн О'Дел (Кетлин).